# マラーノ・ラグナーレ
マラーノ・ラグナーレ（伊: Marano Lagunare）は、イタリア共和国フリウリ＝ヴェネツィア・ジュリア州ウーディネ県にある、人口約1,700人の基礎自治体（コムーネ）。

## 地理

### 位置・広がり

#### 隣接コムーネ
隣接するコムーネは以下の通り。括弧内のGOはゴリツィア県所属を示す。
- カルリーノ
- グラード (GO)
- ラティザーナ
- リニャーノ・サッビアドーロ
- ムッツァーナ・デル・トゥルニャーノ
- パラッツォーロ・デッロ・ステッラ
- プレチェニッコ
- サン・ジョルジョ・ディ・ノガーロ

### 気候分類・地震分類
マラーノ・ラグナーレにおけるイタリアの気候分類 (it) および度日は、zona E, 2393 GGである。
また、イタリアの地震リスク階級 (it) では、zona 3 (sismicità bassa) に分類される。

## 自然・環境
タリアメント川河口部一帯のマラーノ・ラグーンにはアマモ属とカワツルモの藻場があり、"Laguna di Marano: Foci dello Stella" の件名でラムサール条約の定める「国際的に重要な湿地」に登録されている。イタリアのラムサール条約登録地一覧も参照。

## 姉妹都市
- Schweighouse-sur-Moder、フランス